# Görögország az 1952. évi nyári olimpiai játékokon
Görögország a finnországi Helsinkiben megrendezett 1952. évi nyári olimpiai játékok egyik részt vevő nemzete volt. Az országot az olimpián 7 sportágban 48 sportoló képviselte, akik érmet nem szereztek.

## Atlétika
Férfi
| Versenyző            | Versenyszám | Előfutam | Előfutam | Előfutam | Negyeddöntő | Negyeddöntő | Negyeddöntő | Elődöntő | Elődöntő | Elődöntő | Döntő   | Döntő    |
| Versenyző            | Versenyszám | Idő      | Hely.    | Össz.    | Idő         | Hely.       | Össz.       | Idő      | Hely.    | Össz.    | Idő     | Helyezés |
| -------------------- | ----------- | -------- | -------- | -------- | ----------- | ----------- | ----------- | -------- | -------- | -------- | ------- | -------- |
| Sztéfanosz Petrákisz | 100 m       | 11,33    | 6.       | 52.      | kiesett     | kiesett     | kiesett     | kiesett  | kiesett  | kiesett  | kiesett | kiesett  |
| Sztéfanosz Petrákisz | 200 m       | 22,64    | 3.       | 47.      | kiesett     | kiesett     | kiesett     | kiesett  | kiesett  | kiesett  | kiesett | kiesett  |
| Vaszíliosz Szílisz   | 200 m       | 22,88    | 4.       | 56.*     | kiesett     | kiesett     | kiesett     | kiesett  | kiesett  | kiesett  | kiesett | kiesett  |
| Vaszíliosz Szílisz   | 400 m       | 49,79    | 4.       | 44.      | kiesett     | kiesett     | kiesett     | kiesett  | kiesett  | kiesett  | kiesett | kiesett  |
| Vaszíliosz Mavridísz | 800 m       | 1:58,7   | 6.       | 45.      |             |             |             | kiesett  | kiesett  | kiesett  | kiesett | kiesett  |
| Vaszíliosz Mavridísz | 1500 m      | 4:07,8   | 9.       | 46.      |             |             |             | kiesett  | kiesett  | kiesett  | kiesett | kiesett  |
| Fótiosz Kozmász      | 400 m gát   | 53,9     | 2.       | 7.*      | 55,50       | 5.          | 22.         | kiesett  | kiesett  | kiesett  | kiesett | kiesett  |

| Versenyző                 | Versenyszám   | Selejtező             | Selejtező             | Döntő    | Döntő    |
| Versenyző                 | Versenyszám   | Eredmény              | Helyezés              | Eredmény | Helyezés |
| ------------------------- | ------------- | --------------------- | --------------------- | -------- | -------- |
| Theodósziosz Baláfasz     | Rúdugrás      | 400 cm                | 16.*                  | 380 cm   | 17.      |
| Rígasz Efsztathiádisz     | Rúdugrás      | 400 cm                | 11.*                  | 395 cm   | 14.*     |
| Jeórjiosz Rumbánisz       | Rúdugrás      | érvényes ugrás nélkül | érvényes ugrás nélkül | kiesett  | kiesett  |
| Vaszíliosz Szakelarákisz  | Hármasugrás   | 14,05 m               | 26.                   | kiesett  | kiesett  |
| Konsztandínosz Jatagánasz | Súlylökés     | 14,05 m               | 18.                   | kiesett  | kiesett  |
| Konsztandínosz Jatagánasz | Diszkoszvetés | 46,05 m               | 17.                   | 46,23 m  | 15.      |
| Nikólaosz Szílasz         | Diszkoszvetés | 47,84 m               | 6.                    | 48,99 m  | 9.       |
| Arisztídisz Rumbánisz     | Gerelyhajítás | 60,55 m               | 22.                   | kiesett  | kiesett  |

| Versenyző       | Versenyszám | 100 m | 100 m | Távolugrás | Távolugrás | Súlylökés        | Súlylökés        | Magasugrás       | Magasugrás       | 400 m            | 400 m            | 110 m gát        | 110 m gát        | Diszkoszvetés    | Diszkoszvetés    | Rúdugrás         | Rúdugrás         | Gerelyhajítás    | Gerelyhajítás    | 1500 m           | 1500 m           | Végeredmény   | Végeredmény   |
| Versenyző       | Versenyszám | Idő   | Pont  | Eredmény   | Pont       | Eredmény         | Pont             | Eredmény         | Pont             | Idő              | Pont             | Idő              | Pont             | Eredmény         | Pont             | Eredmény         | Pont             | Eredmény         | Pont             | Idő              | Pont             | Pont          | Helyezés      |
| --------------- | ----------- | ----- | ----- | ---------- | ---------- | ---------------- | ---------------- | ---------------- | ---------------- | ---------------- | ---------------- | ---------------- | ---------------- | ---------------- | ---------------- | ---------------- | ---------------- | ---------------- | ---------------- | ---------------- | ---------------- | ------------- | ------------- |
| Fótiosz Kozmász | Tízpróba    | 11,53 | 737   | 620 cm     | 562        | nem állt rajthoz | nem állt rajthoz | nem állt rajthoz | nem állt rajthoz | nem állt rajthoz | nem állt rajthoz | nem állt rajthoz | nem állt rajthoz | nem állt rajthoz | nem állt rajthoz | nem állt rajthoz | nem állt rajthoz | nem állt rajthoz | nem állt rajthoz | nem állt rajthoz | nem állt rajthoz | nem ért célba | nem ért célba |

* - egy másik versenyzővel azonos időt/eredményt ért el

## Birkózás
Kötöttfogású
| Versenyző                 | Versenyszám | 1. forduló                    | 2. forduló                | 3. forduló                 | 4. forduló        | 5. forduló        | 6. forduló        | 7. forduló        | Helyezés |
| Versenyző                 | Versenyszám | Ellenfél Eredmény             | Ellenfél Eredmény         | Ellenfél Eredmény          | Ellenfél Eredmény | Ellenfél Eredmény | Ellenfél Eredmény | Ellenfél Eredmény | Helyezés |
| ------------------------- | ----------- | ----------------------------- | ------------------------- | -------------------------- | ----------------- | ----------------- | ----------------- | ----------------- | -------- |
| Szotíriosz Panajotópulosz | 57 kg       | Reidar Merli (NOR) · 0-3      | visszalépett              | kiesett                    | kiesett           | kiesett           | kiesett           | kiesett           | 16.      |
| Jeórjiosz Petmezász       | 67 kg       | Mikuláš Athanasov (TCH) · 0-3 | Erich Schmidt (SAA) · 1-2 | kiesett                    | kiesett           | kiesett           | kiesett           | kiesett           | 14.      |
| Andóniosz Jeorgúlisz      | 120 kg      | Adolfo Ramírez (ARG) · 12:43  | Willi Waltner (GER) · 0-3 | Alexandru Șuli (ROU) · 0-3 | kiesett           | kiesett           | kiesett           |                   | 6.       |

## Evezés
| Versenyző                                                       | Versenyszám      | Előfutam | Előfutam | Vigaszág | Vigaszág | Elődöntő | Elődöntő | Vigaszág | Vigaszág | Döntő   | Döntő   |
| Versenyző                                                       | Versenyszám      | Idő      | Hely.    | Idő      | Hely.    | Típus    | Idő      | Hely.    | Típus    | Idő     | Hely.   |
| --------------------------------------------------------------- | ---------------- | -------- | -------- | -------- | -------- | -------- | -------- | -------- | -------- | ------- | ------- |
| Iraklísz Klángasz Níkosz Nikoláu Grigóriosz Emanuíl (kormányos) | Kormányos kettes | 8:24,1   | 4.       | 8:12,9   | 3.       | kiesett  | kiesett  | kiesett  | kiesett  | kiesett | kiesett |

## Kosárlabda
- Aléxandrosz Szpanudákisz
- Arisztídisz Rumbánisz
- Mímisz Sztefanídisz
- Dimítriosz Taliadórosz
- Joánisz Lámbru
- Joánisz Szpanudákisz
- Konsztandínosz Papadímasz
- Níkosz Mílasz
- Panajótisz Maniász
- Fédon Matthéu
- Sztéliosz Arvanítisz
- Thémisz Holévasz

### Eredmények
Selejtező
B csoport
| 1952. július 14. | Magyarország (HUN) | 75–38 | Görögország |  |
| 1952. július 14. | (37–21)            |       |             |  |

| 1952. július 15. | Görögország (GRE) | 54–52 | Izrael |  |
| 1952. július 15. | (27–35)           |       |        |  |

| 1952. július 18. | Magyarország (HUN) | 47–44 | Görögország |  |
| 1952. július 18. | (31–23)            |       |             |  |

| Csapat      | Helyezés |
| ----------- | -------- |
| Görögország | 17.      |

## Labdarúgás
- Thanászisz Bémbisz
- Bámbisz Drószosz
- Kósztasz Linoxilákisz
- Kósztasz Pulísz
- Ilíasz Papajeorjíu
- Ilíasz Roszídisz
- Jórgosz Darívasz
- Joánisz Joánu
- Níkosz Pendzarópulosz
- Lákisz Emanuilídisz
- Guliélmosz Arvanítisz

Selejtező
| 1952. július 15. |

| Dánia (DEN)             | 2–1               | Görögország       |
| ----------------------- | ----------------- | ----------------- |
| P. Er. Petersen 36' 37' | (2–0) Jegyzőkönyv | Emmanouilides 85' |

| Ratina stadion, Tampere Nézőszám: 7 000 Játékvezető: Wolf Karni (finn) |

| Csapat      | Helyezés |
| ----------- | -------- |
| Görögország | 17.      |

## Sportlövészet
| Versenyző                 | Versenyszám          | Eredmény | Helyezés |
| ------------------------- | -------------------- | -------- | -------- |
| Konsztandínosz Milonász   | Gyorstüzelő pisztoly | 533      | 46.      |
| Ángelosz Papadímasz       | Gyorstüzelő pisztoly | 506      | 51.      |
| Jeórjiosz Sztáthisz       | Szabadpisztoly       | 496      | 43.      |
| Athanásziosz Aravószitasz | Sportpuska, fekvő    | 384      | 49.      |
| Joánisz Kúcisz            | Trap                 | 187      | 6.       |
| Panajótisz Linardákisz    | Trap                 | 175      | 24.      |

## Vitorlázás
| Versenyző                       | Versenyszám | Futam | Futam | Futam | Futam | Futam | Futam | Futam | Pontszám | Helyezés |
| Versenyző                       | Versenyszám | 1     | 2     | 3     | 4     | 5     | 6     | 7     | Pontszám | Helyezés |
| ------------------------------- | ----------- | ----- | ----- | ----- | ----- | ----- | ----- | ----- | -------- | -------- |
| Andóniosz Modinósz              | Finn dingi  | 226   | 133   | DNF   | 186   | 150   | 226   | DNF   | 921      | 26.      |
| Andréasz Ziró Timoléon Razélosz | Csillaghajó | 144   | 219   | 423   | 645   | 168   | 219   | 309   | 1983     | 15.      |

DNF - nem ért célba